# 千年駅

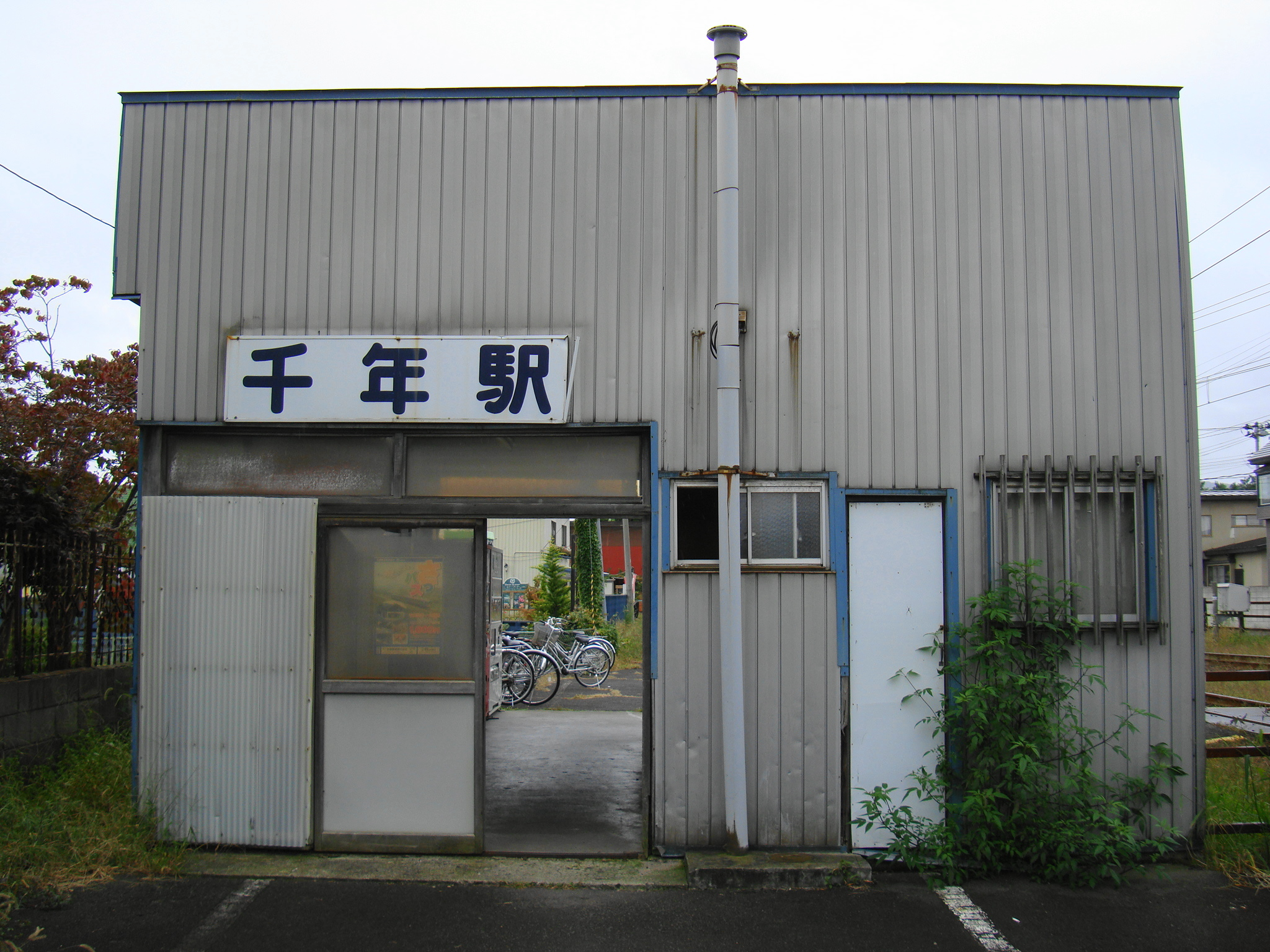
駅舎（裏側）

千年駅（ちとせえき）は、青森県弘前市にある弘南鉄道大鰐線の駅である。駅番号はKW 05。
駅名は弘前市の地名である千年から採られているが、所在地は松原西である。

## 歴史
- 1952年（昭和27年）1月26日：弘前電気鉄道の津軽千年駅として開業。
- 1970年（昭和45年）10月1日：弘南鉄道に譲渡。
- 1975年（昭和50年）12月15日：業務委託化。
- 1986年（昭和61年）4月1日：千年駅に改称[1]。
- 2007年（平成19年）頃：終日無人化。

## 駅構造
島式ホーム1面2線を有する地上駅。ホーム上にも待合室が設置される。
のりば
| 番線   | 路線    | 方向 | 行先         |
| ------ | ------- | ---- | ------------ |
| 駅舎側 | ■大鰐線 | 上り | 大鰐方面     |
| 反対側 | ■大鰐線 | 下り | 中央弘前方面 |

※案内上ののりば番号は割り当てられていない。
備考
- かつては委託駅員が配置され、平日の朝・夕のみ営業を行っていたが、現在は無人駅。駅舎のトイレは使用停止となっている。

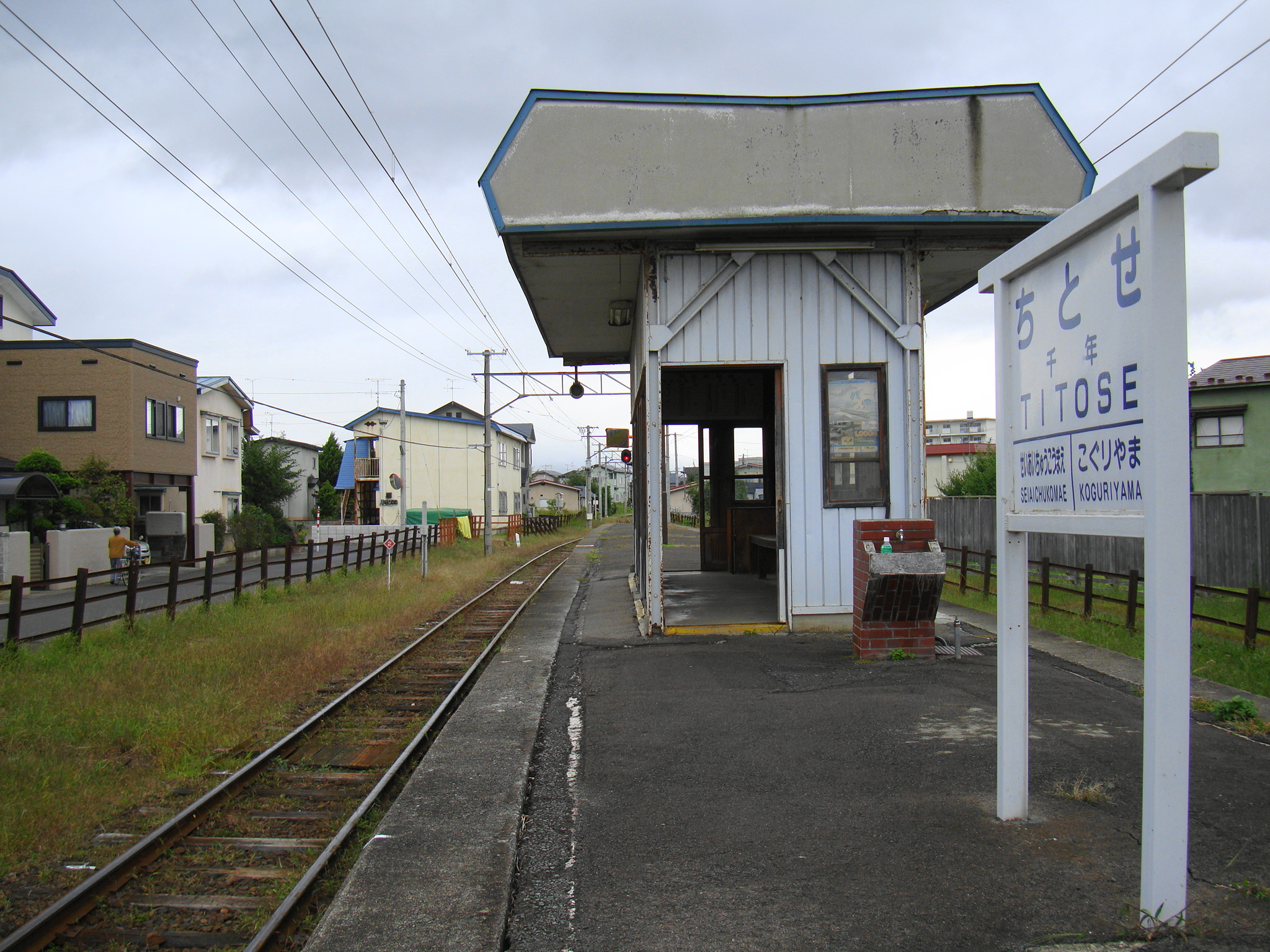
ホーム

## 利用状況
| 1日乗降人員推移 | 1日乗降人員推移 |
| 年度            | 1日平均人数     |
| --------------- | --------------- |
| 2011年          | 222             |
| 2012年          | 217             |
| 2013年          | 203             |
| 2014年          | 175             |
| 2015年          | 144             |
| 2016年          | 161             |
| 2017年          | 179             |

## 駅周辺
- 東奥信用金庫松原支店
- 弘南バス「上松原」停留所（弘前駅 - 狼森線、弘前駅 - 座頭石線、弘前駅 - 自衛隊線、狼森 - 南高校線）

## 隣の駅
弘南鉄道
■大鰐線
小栗山駅（KW 06） - 千年駅（KW 05） - 聖愛中高前駅（KW 04）

### 「ちとせ」と読む他の駅
- 千歳駅 (北海道) - JR北海道千歳線の駅
- 千歳駅 (千葉県) - JR東日本内房線の駅